# 16 октомври
16 октомври е 289-ият ден в годината според григорианския календар (290-и през високосна). Остават 76 дни до края на годината.

## Събития
- 1555 г. – По заповед на Мария I Тюдор са изгорени като еретици двама протестантски епископи.

- 1793 г. – В Париж е гилотинирана Мария-Антоанета, кралица на Франция и Навара.
- 1813 г. – На територията на Саксония, край Лайпциг, започва най-мащабната битка до Първата световна война, известна като Битка на народите, между коалицията на Наполеон Бонапарт (Франция, Полша и Саксония) и Шестата коалиция (Русия, Австрия, Прусия и Швеция); битката завършва след 3 дни с поражение на Наполеон.
- 1840 г. – Нова Зеландия е обявена за британска колония.
- 1843 г. – Уилям Роуън Хамилтон измисля кватернионите.
- 1853 г. – Турция обявява война на Русия, известна като Кримска война, защото след намесата на Англия и Франция в подкрепа на Турция бойните действия се пренасят в района на Кримския полуостров.
- 1912 г. – Балканската война: българската армия за първи път използва самолет за разузнаване на вражески обекти край Одрин – виж статията за Радул Милков!
- 1946 г. – Изпълнение на смъртните присъди на група военнопрестъпници от Хитлеристка Германия, осъдени на Нюрнбергския процес.
- 1964 г. – Китайската народна република детонира първото си ядрено оръжие.
- 1969 г. – Перу, Боливия, Еквадор, Колумбия и Чили създава общност на държавите, през чийто територии преминават Андите – Андска общност.
- 1971 г. – Състои се официалната церемония по откриването на кулата „Азади“ в иранската столица Техеран.
- 1978 г. – Кардинал Карол Войтила, архиепископ на Краков, е избран за папа с името Йоан Павел II. Той е първият папа славянин и първият папа неиталианец от последните 456 години.
- 1981 г. – Учредени са орден „13 века България“ и юбилеен медал „1300 години България“.
- 1981 г. – В Толбухин (Добрич) и Исперих се откриват паметници на хан Аспарух.
- 1994 г. – С решение на Конституционния съд ДПС се пререгистрира като политическа партия.
- 2006 г. – След 4-годишно съществуване в София е закрит увеселителният парк София Ленд.
- 2013 г. – Самолетът при полет 301 на „Лао Еърлайнс“ се разбива в река Меконг близо до Паксе, Лаос, при което загиват всички 49 души на борда.

## Родени
- 1679 г. – Ян Дисмас Зеленка, чешки композитор († 1745 г.)
- 1708 г. – Албрехт фон Халер, швейцарски поет и учен († 1777 г.)
- 1803 г. – Джеймс Едуард Александър, английски колонизатор († 1885 г.)
- 1827 г. – Арнолд Бьоклин, швейцарски художник († 1901 г.)
- 1840 г. – Кийотака Курода, министър-председател на Япония († 1900 г.)
- 1840 г. – Милош Милоевич, сръбски историк († 1907 г.)
- 1852 г. – Клавдий Лебедев, руски художник († 1916 г.)
- 1854 г. – Оскар Уайлд, ирландски поет и драматург († 1900 г.)
- 1863 г. – Остин Чембърлейн, британски политик и Нобелов лауреат през 1925 г. († 1937 г.)
- 1864 г. – Карл Кауцки, марксистки идеолог († 1938 г.)
- 1866 г. – Богомил Берон, български лекар († 1936 г.)
- 1880 г. – Андрей Мацанов, български революционер (ВМРО) († 1947 г.)
- 1886 г. – Давид Бен-Гурион, министър-председател на Израел († 1973 г.)
- 1888 г. – Юджийн О'Нийл, американски писател, Нобелов лауреат през 1936 г. († 1953 г.)
- 1890 г. – Майкъл Колинс, ирландски революционер († 1922 г.)
- 1902 г. – Фани Попова-Мутафова, българска писателка († 1977 г.)
- 1908 г. – Енвер Ходжа, албански диктатор († 1985 г.)
- 1927 г. – Гюнтер Грас, немски писател, Нобелов лауреат († 2015 г.)
- 1934 г. – Питър Ашдаун, британски пилот от Формула 1
- 1936 г. – Андрей Чикатило, украински сериен убиец († 1994 г.)
- 1937 г. – Константин Илиев, български писател и драматург
- 1939 г. – Геролд Шпет, швейцарски писател
- 1946 г. – Сюзан Самърс, американска актриса († 2023 г.)
- 1946 г. – Христо Кидиков, български поп-певец и писател
- 1947 г. – Гай Сайнър, американски актьор
- 1953 г. – Фалкао, бразилски футболист
- 1954 г. – Вера Чейковска, поетеса от Република Македония († 2018 г.)
- 1958 г. – Елефтерия Арванитаки, гръцка певица
- 1958 г. – Здравко Димитров, български актьор
- 1958 г. – Тим Робинс, американски актьор и режисьор
- 1969 г. – Стефка Янорова, българска актриса
- 1971 г. – Димитър Чобанов, български футболист
- 1972 г. – Лилчо Арсов, български футболист
- 1972 г. – Николай Бареков, български журналист и политик
- 1983 г. – Красимир Русев, български шахматист
- 1984 г. – Шейн Уорд, британски певец
- 1986 г. – Ина, румънска певица
- 1997 г. – Шарл Льоклер, пилот от Формула 1

## Починали
- 1621 г. – Ян Питерсзоон Свеелинк, холандски композитор (* 1562 г.)
- 1793 г. – Мария-Антоанета, кралица на Франция и Навара (* 1755 г.)
- 1805 г. – Михришах валиде султан, валиде султан (* 1745 г.)
- 1090 г. – Якуб Чишински, сръбски поет († 1856 г.)
- 1920 г. – Иван Каназирев, български революционер (* 1872 г.)
- 1925 г. – Харалампи Златанов, български революционер
- 1946 г. – Алфред Йодл, германски нацист (* 1890 г.)
- 1946 г. – Артур Зайс-Инкварт, австрийски политик (* 1892 г.)
- 1946 г. – Вилхелм Кайтел, германски военнослужещ (* 1882 г.)
- 1946 г. – Ернст Калтенбрунер, австрийски офицер (* 1903 г.)
- 1946 г. – Йоаким фон Рибентроп, външен министър на Третия райх(* 1893 г.)
- 1946 г. – Ханс Франк, германски военнопрестъпник (* 1900 г.)
- 1946 г. – Юлиус Щрайхер, германски пропагандатор (* 1887 г.)
- 1956 г. – Жул Риме, основател на Световното първенство по футбол (* 1873 г.)
- 1959 г. – Джордж Маршал, американски политик, Нобелов лауреат през 1953 г. (* 1880 г.)
- 1962 г. – Гастон Башлар, френски философ (* 1884 г.)
- 1975 г. – Никола Илчев, български боксьор, борец и кечист (* 1902 г.)
- 1981 г. – Моше Даян, израелски офицер (* 1915 г.)
- 1982 г. – Яков Готовац, хърватски композитор (* 1895 г.)
- 1990 г. – Джовани Варлиен, италиански футболист
- 1992 г. – Шърли Бут, американска актриса (* 1898 г.)
- 2004 г. – Йосиф Петров, български поет (* 1909 г.)
- 2006 г. – Валентин Паниагуа, президент на Перу (* 1936 г.)
- 2007 г. – Тоше Проески, македонски певец (* 1981 г.)
- 2011 г. – Митьо Кисьов, генерал-лейтенант, командващ Транспортни войски, депутат от Великото народно събрание (* 1926 г.)

## Празници
- ООН – Международен ден на прехраната (отбелязва се от 1945 г.)
- Международен ден на анестезиолога (по повод на първата публична демонстрация за подаване на наркоза при операция, 1846 г.)
- България – Ден на българските военновъздушни сили
- САЩ – Ден на шефа (празнува се от 1958 г., подчинените изпращат на шефа си картички от Деня на влюбените)
- Чили – Ден на учителя